# NGC 950
NGC 950 је спирална галаксија у сазвежђу Кит која се налази на NGC листи објеката дубоког неба.
Деклинација објекта је - 11° 1' 30" а ректасцензија 2h 29m 11,6s. Привидна величина (магнитуда) објекта NGC 950 износи 13,8 а фотографска магнитуда 14,6. NGC 950 је још познат и под ознакама MCG -2-7-21, PGC 9461.